# Schiniás
Schiniás är en ort i Grekland.   Den ligger i prefekturen Nomarchía Anatolikís Attikís och regionen Attika, i den sydöstra delen av landet, 30 km nordost om huvudstaden Aten. Schiniás ligger 5 meter över havet och antalet invånare är 264.
Terrängen runt Schiniás är kuperad åt nordväst, men åt sydost är den platt. Havet är nära Schiniás åt sydost.  Närmaste större samhälle är Artémida, 19,8 km söder om Schiniás. 